# Canonizzazione di Tommaso d'Aquino

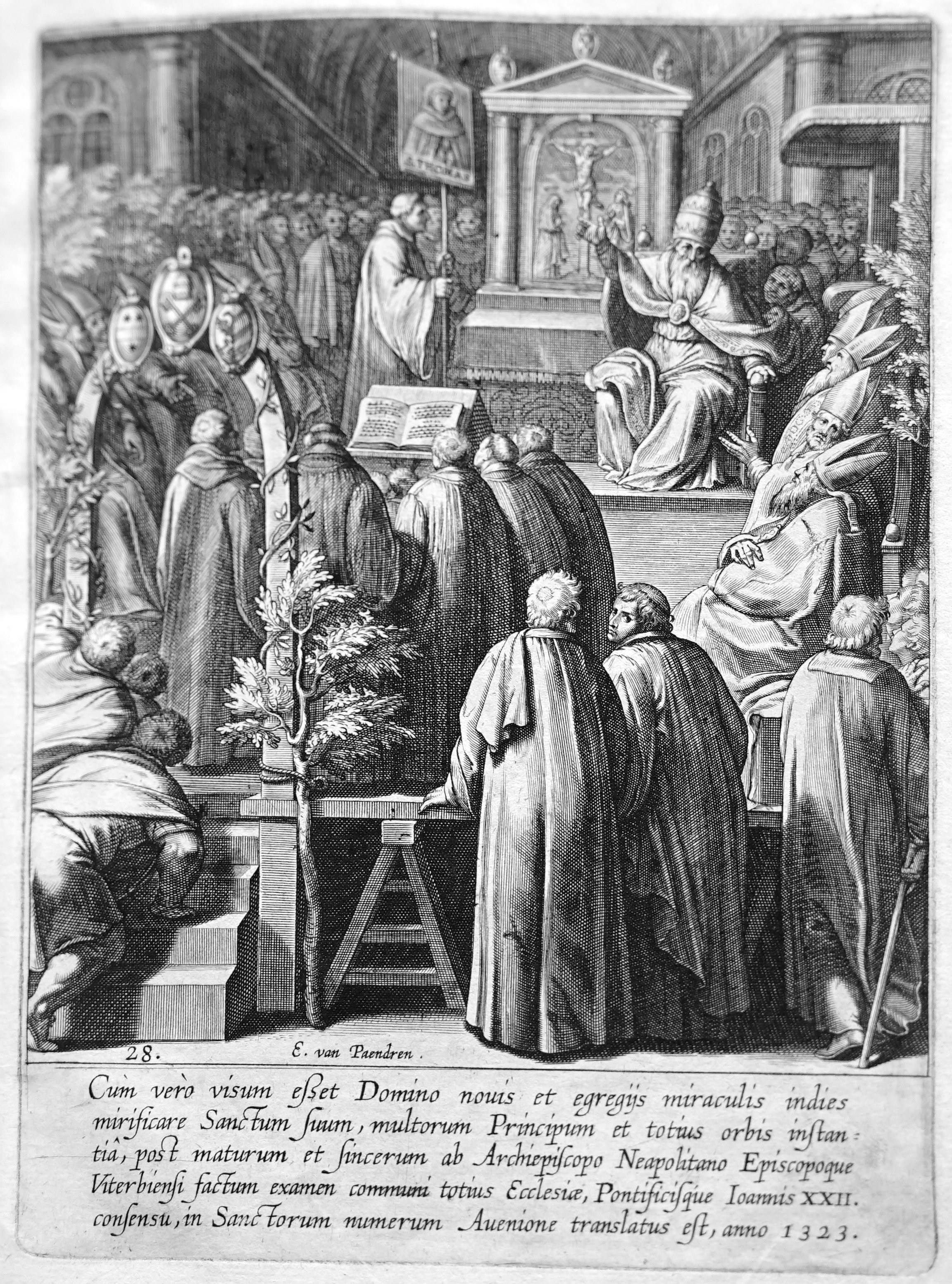
Incisione della canonizzazione di Tommaso d'Aquino, opera di Egbert van Panderen e Otto van Veen (1610).

A seguito di due procedimenti canonici che complessivamente coinvolsero più di cento testimoni oculari, il teologo e filosofo domenicano italiano Tommaso d'Aquino (1225–1274) fu formalmente canonizzato il 18 luglio 1323 da papa Giovanni XXII con la bolla Redemptionem misit. Le sue spoglie mortali erano venerate come reliquie e la loro proprietà fu contesa per decenni. Nel 1324, Tommaso era già divenuto il secondo santo più importante dell'Ordine dei Predicatori, dopo lo stesso fondatore San Domenico. Nel 1969 la sua festa fu spostata dal 7 marzo al 28 gennaio.

## Morte
Tommaso d'Aquino morì la mattina del 7 marzo 1274 nell'Abbazia cistercense di Fossanova, mentre era In viaggio verso il Secondo Concilio di Lione.  I suoi funerali, organizzati dai Cistercensi, si conclusero alcune ore dopo ed egli fu sepolto nel monastero. Non appena la notizia della sua morte si diffuse, i devoti si precipitarono alla sua tomba, presso la quale furono riportati numerosi miracoli.  Le ultime parole di Tommaso sarebbero state "Questo è il mio riposo nei secoli dei secoli", che i Cistercensi interpretarono come una prova del fatto che le sue spoglie mortali appartenessero per sua volontà a Fossanova e lì dovessero restare. Preoccupati di non cedere ai Domenicani la proprietà del corpo di Tommaso, i Cistercensi lo ricollocarono più volte; durante il processo, la testa di Tommaso fu rimossa, mentre la sua mano destra fu tagliata e data a una delle sorelle.
Nel 1288 la sorella Teodora l'aveva chiesta all'abate di Fossanova Pietro di monte San Giovanni e fatta trasferire nella cappella del castello di Mercato San Severino. Alla morte della madre Teodora, Tommaso II Sanseverino, nipote del santo, donò la miracolosa reliquia al priore del Convento di San Domenico in Mercato San Severino, dove riposava quest'ultima.
La mano destra era una reliquia importante poiché era l'arto con cui Tommaso scrisse le sue opere e che impose per le consacrazioni.
I Bollandisti (fondati nel XVII secolo) testimoniarono il profumo tipico dei santi nei giorni dell'algor mortis, ancora molti anni dopo la sua morte. La mano destra era intatta con dita, carne e unghie.

## Inchieste canoniche
Nel 1303, Bartolomeo di Capua chiese a papa Benedetto XI di avviare le indagini per la canonizzazione di Tommaso, ma il Pontefice morì prima che potesse iniziare qualsiasi processo formale. Nel 1317, il vicario domenicano della Sicilia Roberto di San Valentino espresse interesse a redigere un profilo biografico e dei miracoli ascritti a Tommaso che fu presentato a papa Giovanni XXII. In segno di gratitudine nei confronti dell'ordine domenicano che aveva ospitato alle elezioni pontificia nel proprio convento di Lione, il Sommo Pontefice chiese quale santo avrebbero voluto proclamare. Il re d'Aragona propose Raimondo di Peñafort; il papa prediligeva la casa d'Angiò e chiese a Maria d'Angiò, vedova del re di Napoli, il nome di un santo a lei gradito ed ella propose frate Tommaso.
Roberto affidò l'incarico a Guglielmo di Tocco e a Roberto il Lettore, che iniziò intorno a novembre; nell'estate successiva i Domenicani avevano ottenuto un'udienza dal Papa. Dopo una presentazione formale da parte dei Domenicani e un esame delle prove da parte di una commissione nominata da Giovanni XXII, il Papa diede formale avvio alla prima inchiesta per la canonizzazione di Tommaso d'Aquino.
Il 13 settembre 1318 il Papa nominò commissari dell'inchiesta l'arcivescovo di Napoli Umberto, il vescovo di Viterbo Angelo e il notaio maestro Pandolfo di Sabello. Guglielmo di Tocco continuò a lavorare presso l'Abbazia di Fossanova fino al 15 luglio 1319, anche se a causa dell'età avanzata e delle cattive condizioni di salute dell'arcivescovo, l'inchiesta vera e propria si tenne presso la residenza di Umberto a Napoli. Iniziò il 21 luglio 1319 e terminò il 18 settembre dello stesso anno; Pandolfo, che non era riuscito a recarsi a Napoli, fu assente per tutto il tempo. Gli altri due commissari ascoltarono le testimonianze dal 23 luglio al 16 agosto; di circa 42 deposizioni, un soldato di Roberto, re di Napoli, affermò di aver riacquistato la mobilità degli arti dopo aver visitato la tomba di Tommaso d'Aquino, mentre un anziano della chiesa dichiarò che il suo parente si era ripreso "dal tumore alla gola" dopo aver sentito i rintocchi della campana di Fossanova e aver pregato Tommaso per la guarigione. Altri testimoni riferirono di aver ricevuto visioni dell'ultimo respiro di Tommaso.
La trascrizione della prima inchiesta fu sigillata e consegnata al Papa, che poi approvò una seconda inchiesta il 23 giugno 1321. Pandolfo rimase membro della commissione e fu affiancato dal Vescovo di Anagni, Pietro Ferri, e dal Vescovo di Terracina, Andrea. La seconda inchiesta, svoltasi a Fossanova, si protrasse dal 10 novembre al 27 novembre, durante la quale furono chiamati a deporre più di cento testimoni. In seguito, Guglielmo di Tocco o morì o si ammalò gravemente, poiché non tornò per incontrare il Papa e fu sostituito da Giovanni di Napoli. Nel luglio 1323, un po' più di due anni dopo la seconda e ultima inchiesta, il Papa approvò finalmente la canonizzazione di Tommaso d'Aquino.

## Canonizzazione e periodi successivi
La canonizzazione di Tommaso d'Aquino fu commemorata in due occasioni. La prima cerimonia ebbe luogo il 14 luglio 1323 al Palazzo dei Papi ad Avignone e vi parteciparono i membri della famiglia reale guidata da Roberto, re di Napoli, e sua moglie Sancia di Maiorca. Il papa iniziò una serie di prediche lodando Tommaso.  La seconda cerimonia si tenne il 18 luglio 1323 presso la Cattedrale di Avignone e vi parteciparono l'intero clero avignonese insieme a Roberto e sua moglie. Il Papa cominciò predicando intorno al Salmo 85; dopo il canto di Veni Creator Spiritus, annunciò formalmente la canonizzazione di Tommaso. La cerimonia si concluse con il canto del Te Deum, In medio ecclesiae e Os iusti. La giornata fu celebrata in tutta Avignone "come se fosse Natale", soprattutto nelle chiese domenicane. La bolla di canonizzazione, pubblicata lo stesso giorno, dichiarava che la festa di Tommaso dovesse celebrarsi il 7 marzo.
La canonizzazione fu ferocemente contestata dai Francescani, che rifiutarono le dottrine di Tommaso; secondo la tradizione, un frate francescano affermò che "avrebbe preferito morire prima di vedere il giorno in cui Tommaso fosse canonizzato" e sorprendentemente morì un giorno dopo la canonizzazione. In seguito alla canonizzazione, il corpo di Tommaso fu bollito, forse nel vino, per bruciare i grassi del frate degli Ordini mendicanti. Nel 1303 la sua testa fu trasferita da Fossanova alla Chiesa di San Benedetto nella vicina Priverno, di cui Tommaso divenne anche santo patrono. Nel 1798 le altre reliquie che erano conservate a Fossanova furono trasferite in una delle capelle laterali della Cattedrale di Priverno per sfuggire al saccheggio dell'Abbazia di Fossanova compiuto dai soldati di Napoleone. Lì vengono ancora oggi esposte la vigilia della festa patronale di san Tommaso d'Aquino.
Nel 1324 si riunì il capitolo generale dell'Ordine Domenicano per discutere la venerazione di San Tommaso d'Aquino. Si convenne che sarebbe stato esaltato come uno dei più grandi santi domenicani, superando Pietro da Verona e collocandolo per importanza subito dopo San Domenico. La festa di Tommaso fu confermata dal capitolo del 1326, con la liturgia -una preghiera e nove letture- finalizzata nel 1328. Nel 1348, il conte di Fondi, Onorato I Caetani, ottenne dai Cistercensi le spoglie di Tommaso d'Aquino. Nel 1369, dopo quasi un secolo di polemiche e per volere di papa Urbano V, le cinquanta ossa del corpo di Tommaso furono consegnate ai Domenicani francesi di Tolosa. Sebbene inizialmente ospitati presso la Chiesa dei Giacobini, tempio eretto nel luogo in cui San Domenico aveva fondato l’ordine nel 1217, nel 1789, durante la Rivoluzione francese, i resti furono trasferiti nella Basilica di Saint-Sernin e restituiti alla Chiesa dei Giacobini solo nel 1974.
Il 15 aprile 1517 san Pio V proclamò Tommaso Dottore della Chiesa. All'epoca lo erano solamente Ambrogio, Girolamo, Agostino e Gregorio Magno.
Nel 1969, la festa di Tommaso fu spostata dal 7 marzo, che spesso coincideva con la Quaresima, al 28 gennaio, data della sua traslazione in terra francese.
San Tommaso fu definito “Il più dotto dei santi e il più santo dei dotti".
Della sua Summa Theologica, Giovanni XXIII disse: "Quot articula, tot miracula" (tanti sono gli articoli quanti i miracoli).